# 大神町
大神町（おおがみちょう）は、東京都昭島市の町名。現行行政地名は大神町と大神町一丁目から大神町四丁目。住居表示は、大神町が未実施区域、大神町一丁目から大神町四丁目が実施済み区域。

## 地理
昭島市の南部に位置し、東に田中町、北に上川原町、東に宮沢町、南に八王子市平町と接している。
また、昭島市の北東部に飛び地が存在しており、西につつじが丘、西以外に宮沢町と接している。

### 河川
- 多摩川

### 地価
住宅地の地価は、2024年（令和6年）7月1日の地価調査によれば、大神町3-10-12の地点で14万円/m2となっている。

## 世帯数と人口
2025年（令和7年）6月1日現在（昭島市発表）の世帯数と人口は以下の通りである。大神町の人口は0人のため、省略する。
| 丁目         | 世帯数    | 人口    |
| ------------ | --------- | ------- |
| 大神町一丁目 | 466世帯   | 987人   |
| 大神町二丁目 | 422世帯   | 966人   |
| 大神町三丁目 | 530世帯   | 1,081人 |
| 大神町四丁目 | 644世帯   | 1,592人 |
| 計           | 2,062世帯 | 4,626人 |

### 人口の変遷
国勢調査による人口の推移。
| 年                 | 人口  |
| ------------------ | ----- |
| 1995年（平成7年）  | 2,968 |
| 2000年（平成12年） | 3,185 |
| 2005年（平成17年） | 3,849 |
| 2010年（平成22年） | 4,228 |
| 2015年（平成27年） | 4,386 |
| 2020年（令和2年）  | 4,656 |

### 世帯数の変遷
国勢調査による世帯数の推移。
| 年                 | 世帯数 |
| ------------------ | ------ |
| 1995年（平成7年）  | 1,046  |
| 2000年（平成12年） | 1,187  |
| 2005年（平成17年） | 1,444  |
| 2010年（平成22年） | 1,596  |
| 2015年（平成27年） | 1,709  |
| 2020年（令和2年）  | 1,908  |

## 学区
市立小・中学校に通う場合、学区は以下の通りとなる（2024年8月時点）。
| 町丁・丁目   | 番・番地等          | 小学校                   | 中学校               |
| ------------ | ------------------- | ------------------------ | -------------------- |
| 大神町       | 889番地1・2 890番地 | 昭島市立つつじが丘小学校 | 昭島市立瑞雲中学校   |
| 大神町一丁目 | 全域                | 昭島市立成隣小学校       | 昭島市立清泉中学校   |
| 大神町二丁目 | 全域                | 昭島市立田中小学校       | 昭島市立多摩辺中学校 |
| 大神町三丁目 | 全域                | 昭島市立成隣小学校       | 昭島市立清泉中学校   |
| 大神町四丁目 | 23〜34番            | 昭島市立田中小学校       | 昭島市立多摩辺中学校 |
| 大神町四丁目 | その他              | 昭島市立成隣小学校       | 昭島市立清泉中学校   |

## 交通

### 道路
- 東京都道29号立川青梅線

## 事業所
2021年（令和3年）現在の経済センサス調査による事業所数と従業員数は以下の通りである。なお、大神町は0のため、省略する。
| 丁目         | 事業所数 | 従業員数 |
| ------------ | -------- | -------- |
| 大神町一丁目 | 10事業所 | 50人     |
| 大神町二丁目 | 4事業所  | 6人      |
| 大神町三丁目 | 11事業所 | 52人     |
| 大神町四丁目 | 21事業所 | 78人     |
| 計           | 46事業所 | 186人    |

### 事業者数の変遷
経済センサスによる事業所数の推移。
| 年                 | 事業者数 |
| ------------------ | -------- |
| 2016年（平成28年） | 46       |
| 2021年（令和3年）  | 46       |

### 従業員数の変遷
経済センサスによる従業員数の推移。
| 年                 | 従業員数 |
| ------------------ | -------- |
| 2016年（平成28年） | 180      |
| 2021年（令和3年）  | 186      |

## 施設
- 昭島市立成隣小学校
- 観音寺
- 大神公園

## その他

### 日本郵便
- 郵便番号 : 196-0013[2]（集配局 : 昭島郵便局[14]）。